# ビンス・ベルノーム
ビンセント・マイケル・ベルノーム（Vincent Michael Belnome, 1988年3月11日 - ）は、アメリカ合衆国・ペンシルベニア州チェスター郡コーツビル出身のプロ野球選手（内野手）。右投左打。現在は、フリーエージェント(FA)。

## 経歴

### プロ入りとパドレス傘下時代
2009年のMLBドラフト28巡目（全体834位）でサンディエゴ・パドレスから指名され、6月15日に契約。契約後、傘下のA-級ユージーン・エメラルズで65試合に出場して打率.297・10本塁打・44打点と活躍し、8月28日にA級フォートウェイン・ティンキャップスへ昇格。10試合に出場した。
2010年はA+級レイクエルシノア・ストームで135試合に出場し、打率.273・16本塁打・84打点・4盗塁だった。
2011年はAA級サンアントニオ・ミッションズで75試合に出場し、打率.333・16本塁打・62打点だった。
2012年はA+級レイクエルシノアとルーキー級アリゾナリーグ・パドレス、AAA級ツーソン・パドレスでプレー。AAA級ツーソンでは80試合に出場し、打率.275・5本塁打・33打点・5盗塁だった。

### レイズ時代
2012年12月13日にクリス・リーリックとのトレードで、タンパベイ・レイズへ移籍した。
2013年はAAA級ダーラム・ブルズで127試合に出場し、打率.300・8本塁打・67打点だった。オフの11月20日にレイズとメジャー契約を結び、40人枠入りを果たした。
2014年3月13日にAAA級ダーラムへ異動し、そのまま開幕を迎えた。4月3日にメジャーへ昇格したが、出場のないまま同日にAAA級ダーラムへ降格した。7月3日に再びメジャーへ昇格し、同日のデトロイト・タイガース戦でメジャーデビュー。6番・指名打者で先発起用されたが、3打数無安打2三振に終わった。その後は出場機会がなく、7月7日にAAA級ダーラムへ降格した。AAA級ダーラムでは、118試合で10本塁打を放った。オフの11月3日にDFAとなり、7日に40人枠を外れる形でAAA級ダーラムへ配属された。
2015年は開幕からAAA級ダーラムでプレーしていたが、7月22日に自由契約となった。

### メッツ傘下時代
2015年7月28日にニューヨーク・メッツとマイナー契約を結び、傘下のAA級ビンガムトン・メッツへ配属された。オフの11月6日にFAとなった。

## 詳細情報

### 年度別打撃成績
| 年 度    | 球 団    | 試 合 | 打 席 | 打 数 | 得 点 | 安 打 | 二 塁 打 | 三 塁 打 | 本 塁 打 | 塁 打 | 打 点 | 盗 塁 | 盗 塁 死 | 犠 打 | 犠 飛 | 四 球 | 敬 遠 | 死 球 | 三 振 | 併 殺 打 | 打 率 | 出 塁 率 | 長 打 率 | O P S |
| -------- | -------- | ----- | ----- | ----- | ----- | ----- | -------- | -------- | -------- | ----- | ----- | ----- | -------- | ----- | ----- | ----- | ----- | ----- | ----- | -------- | ----- | -------- | -------- | ----- |
| 2014     | TB       | 4     | 14    | 10    | 1     | 1     | 1        | 0        | 0        | 2     | 1     | 0     | 0        | 0     | 1     | 3     | 1     | 0     | 3     | 0        | .100  | .286     | .200     | .486  |
| MLB：1年 | MLB：1年 | 4     | 14    | 10    | 1     | 1     | 1        | 0        | 0        | 2     | 1     | 0     | 0        | 0     | 1     | 3     | 1     | 0     | 3     | 0        | .100  | .286     | .200     | .486  |

### 背番号
- 30 (2014年)